# Tullia Minor
Pour les articles homonymes, voir Tullie.
Titre
Reine de Rome
535 av. J.-C. – 509 av. J.-C.
(~26 ans)
Tullie la Jeune ou Tullia Minor (VIe siècle av. J.-C.) est une princesse étrusque, fille du roi de Rome Servius Tullius et seconde femme de son successeur Tarquin le Superbe. Elle est la dernière reine de Rome.

## Histoire
D'abord mariée à Arruns Tarquin, elle le fait assassiner pour épouser son beau-frère le prince Tarquin. Fille cadette du roi Servius Tullius, elle participa au complot contre son père organisé par son époux.

« Il se dit que là fut consumé un acte horrible et inhumain : envahie par la furie vengeresse de la sœur et du mari, Tullia piétina avec son char le corps de son père.
Foedum inhumanumque inde traditur scelus [...] amens, agitantibus furiis sororis ac viri, Tullia per patris corpus carpentum egisse fertur »

— Tite Live, Histoire romaine, I, 48.
Ainsi selon Tite Live, elle aurait tué son père Servius Tullius avec la complicité de son mari et aurait écrasé son corps avec un char tiré par des chevaux à la sortie de la Curie,. À la suite de cela, son époux devient roi sous le nom de Tarquin le Superbe.

## Mariage
Tullia Minor a été l'épouse des deux fils de Tarquin l'Ancien, cinquième roi de Rome.
Elle épousa d'abord Arruns Tarquin, tandis que sa sœur Tullia Major, épousa le prince Tarquin, qui deviendra plus tard le dernier roi de Rome, Tarquin le Superbe :

« Servius Tullius afin d'éviter que la haine des fils d'Ancus envers Tarquin ne devienne le même sentiment des fils de Tarquin envers lui-même, donna ses filles comme épouses aux deux jeunes coqs royaux Lucius et Arruns Tarquinius.
Servius [...] ne, qualis Anci liberum animus adversus Tarquinium fuerat, talis adversus se Tarquini liberum esset, duas filias iuvenibus regiis, Lucio atque Arrunti Tarquiniis iungit [...] »

— Tite Live, Histoire romaine, I, 46.
Tarquin et Tullia Minor se marièrent après avoir tué leurs époux respectifs et Servius Tullius ne s'opposa pas à leurs noces :

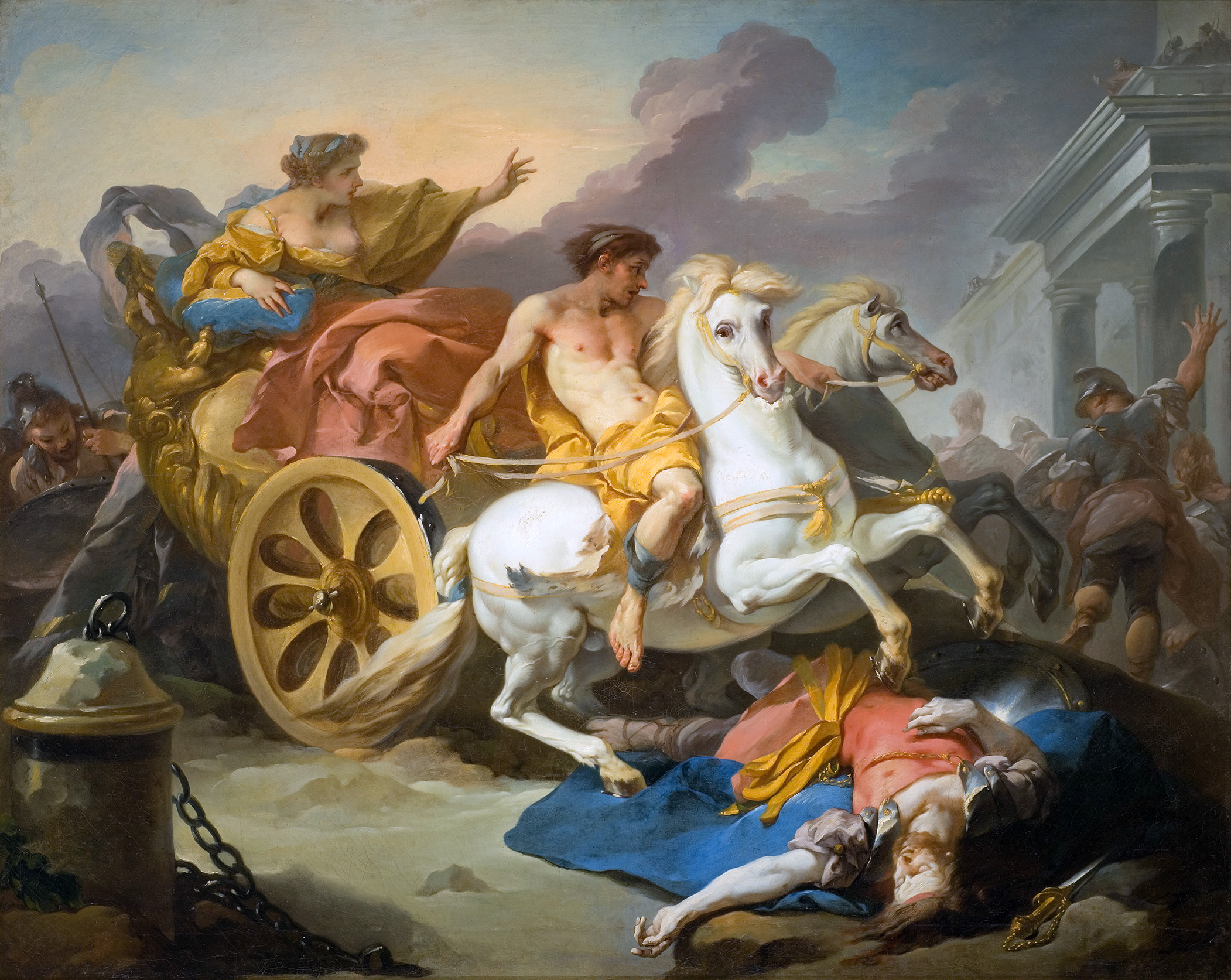
Tullie faisant passer son char sur le corps de son père, par Michel-François Dandré-Bardon (1735). Huile sur toile, musée Fabre, Montpellier.

« Lucius Tarquinius et Tullia minor, après avoir libéré leurs maisons pour de nouvelles noces avec deux enterrements pratiquement simultanés, s'unirent par le mariage et Servius n'approuva et ne s'opposa.
Lucius Tarquinius et Tullia minor prope continuatis funeribus cum domos vacuas novo matrimonio fecissent, iunguntur nuptiis, magis non prohibente Servio quam adprobante »

— Tite Live, Histoire romaine, I, 46

### Renversement de Servius Tullius
Poussé par Tullia Minor, Tarquin entreprend alors de faire reconnaître ses droits sur le trône : il cherche appui auprès des sénateurs, puis forme une escorte de jeunes gens avec laquelle il envahit le forum. Il crée du tumulte puis s'assoit sur le trône du roi. Servius intervient, furieux. Pris de court, Tarquin le saisit par la taille et le jette au bas des marches, avant de le faire assassiner par ses gardes. Tite-Live raconte que, rentrant chez elle, Tullia aurait roulé sur le corps ensanglanté de son père.

## L'exil
Roi durant 26 ans, Tarquin le Superbe gouverne en tyran sur Rome. Une révolte contre lui se déclencha à la suite de l'outrage subi par Lucrèce, et toucha aussi son épouse la reine Tullia Minor, qui fut obligée de s'exiler avec ses enfants et son mari :

« En pleine agitation, Tullia s'enfuit du palais et partout où elle passait les gens l'accablaient par des malédictions et invoquaient les furies envoyées comme tourments par les parents assassinés.
Inter hunc tumultum Tullia domo profugit exsecrantibus quacumque incedebat invocantibusque parentum furias viris mulieribusque »

— Tite Live, Histoire romaine, I, 59.
Elle mourut en exil après -509.